# Biologické čtvrtky ve Viničné
Biologické čtvrtky ve Viničné jsou přednáškovým cyklem Přírodovědecké fakulty Univerzity Karlovy v Praze určeným všem zájemcům o evoluci, obecnější biologickou problematiku a o méně tradiční přístupy k této problematice.
První ročník Biologických čtvrtků ve Viničné proběhl v akademickém roce 1988/1989. Jedná se tedy o nejstarší přednáškový cyklus určený pro studenty i širší veřejnost probíhající na Přírodovědecké fakultě Univerzity Karlovy v Praze.

## Místo a čas
Biologické čtvrtky ve Viničné se tradičně konají v místnosti Fotochemie (B3) v přízemí budovy Přírodovědecké fakulty Univerzity Karlovy ve Viničné ulici č.p. 7 na Praze 2. Probíhají zpravidla každý čtvrtek v zimním a letním semestru Přírodovědecké fakulty od 17:15. Součástí každé přednášky je diskuse a posléze společné posezení v hospodě.

## Program
Program Biologických čtvrtků ve Viničné je zpravidla zveřejňován na počátku daného semestru na stránkách Laboratoře evoluční biologie. Dostupný je ale i prostřednictvím facebookové stránky Biologické čtvrtky ve Viničné 7, webových stránek Přírodovědecké fakulty Univerzity Karlovy a řady jejích výzkumných pracovišť, časopisů Vesmír a Živa a přírodovědeckého portálu Přírodovědci.cz.
Aktuality týkající se přednáškového cyklu pořadatelé zveřejňují na facebookové stránce Biologické čtvrtky ve Viničné 7.

## Digitalizace
Zvukové a/nebo audiovizuální nahrávky řady historických přednášek jsou přístupné na stránkách Laboratoře evoluční biologie. Videozáznamy přednášek počínaje akademickým rokem 2011/2012 jsou potom přístupné na YouTube. Od května 2015 mají Biologické čtvrtky ve Viničné novou internetovou stránku na adrese www.bioctvrtky.cz.

## Historie
V průběhu více než 30 let existence přednáškového cyklu na něm vystoupilo již více než 260 přednášejících. Vedle dlouhé řady českých vědeckých kapacit v rámci cyklu přednášelo i mnoho zahraničních odborníků. Mezi nejvýznamnějšími zahraničními přednášejícími lze jmenovat např. psychologa J. Michaela Baileyho, teoretického biologa Marcella Barbieriho, makroekologa Briana J. Enquista, jednoho z hlavních představitelů hnutí evo-devo Gerda Müllera, teoretického biologa Stuarta A. Kauffmana či ekologa Roberta Ricklefse.